# Sede titolare di Columbica
Columbica (in latino: Columbicensis) è una sede titolare soppressa della Chiesa cattolica.
Nelle cronotassi dell'Eubel è riportata la sede Columbriensis o Columbicensis, collocata nell'Africa proconsolare; questa sede è tuttavia ignorata dal Morcelli nella sua Africa Christiana.

## Cronotassi dei vescovi titolari
- Tommaso † (1508 - ?)
- Pietro di Oriona, O. de M. † (18 gennaio 1549 - ? deceduto)
- Diego de Léon, O.Carm. † (2 ottobre 1560 - ?)
- Otto Wilhelm von Bronckhorst zu Gronsfeld, S.I. † (2 gennaio 1693 - 5 aprile 1713 deceduto)
- Emmanuel-Jean-François Verrolles, M.E.P. † (11 dicembre 1838 - 29 aprile 1878 deceduto)